# 椽子彩画

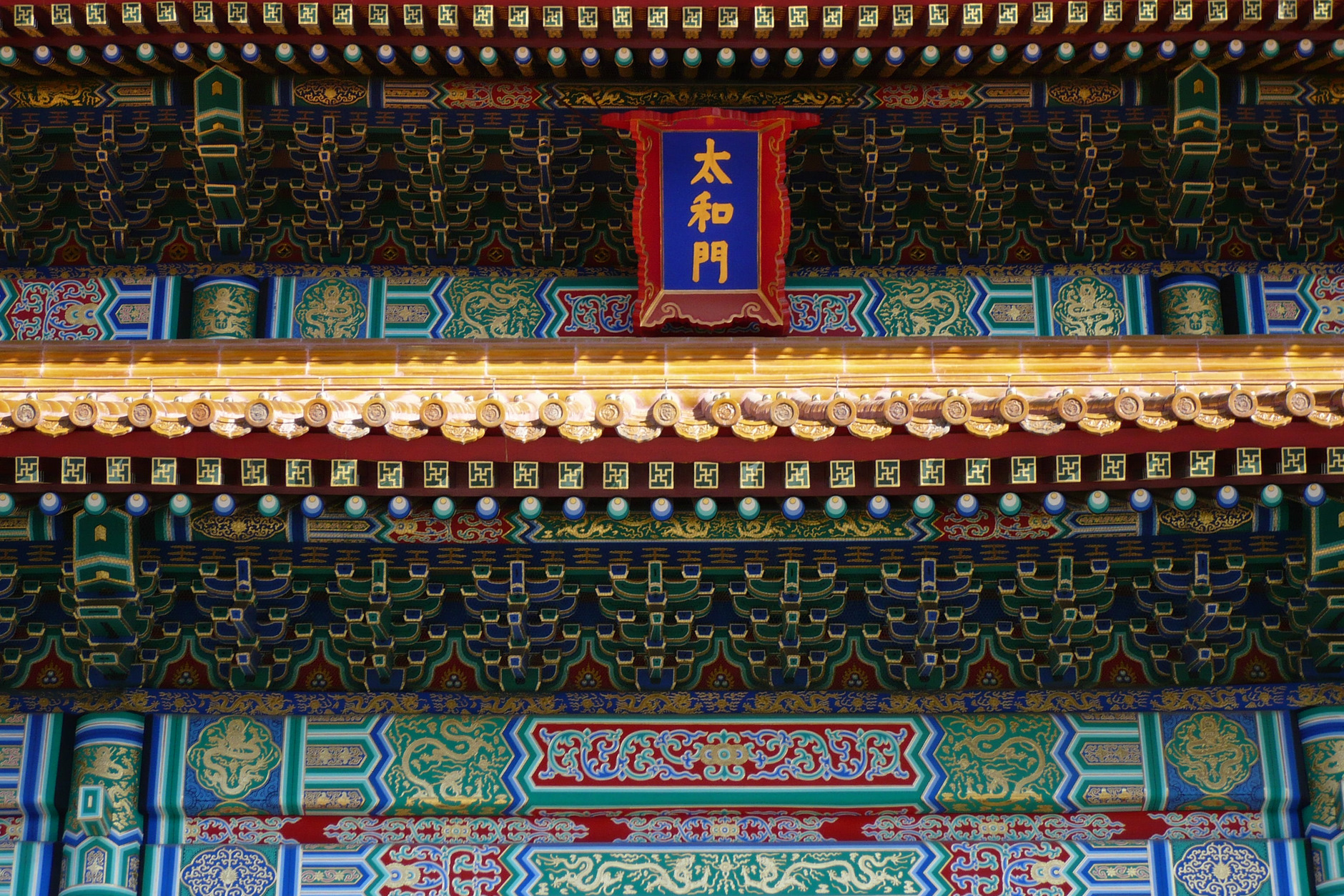
故宫太和门椽子彩画的万字图案和滴水宝珠

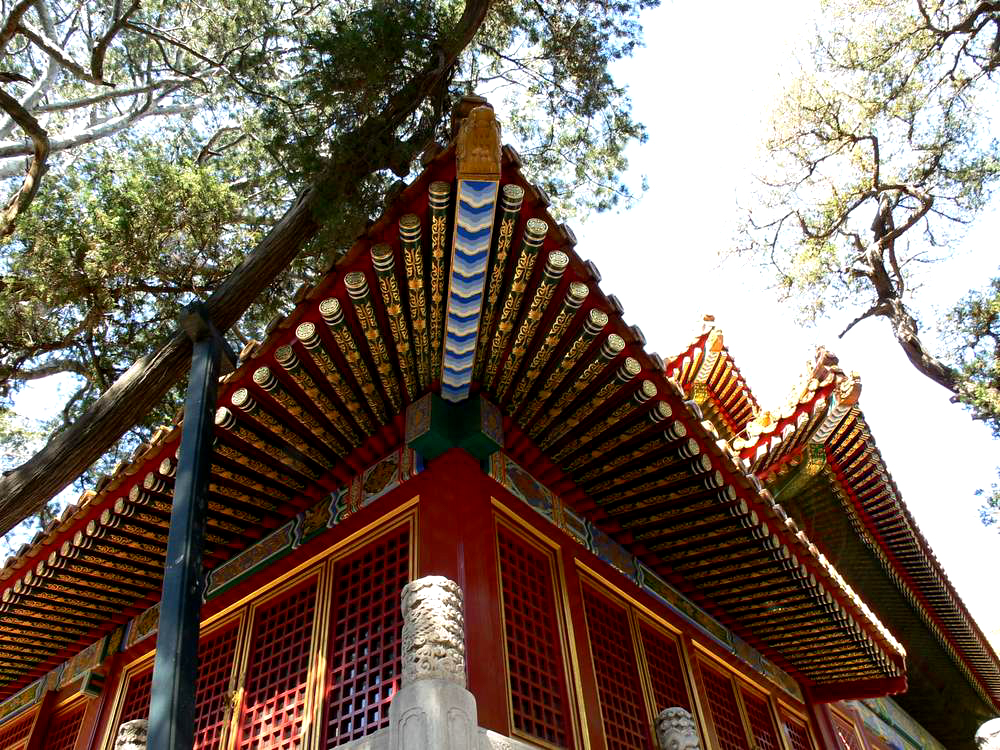
故宫欽安殿椽子彩画

椽子彩画是東亞建筑彩画的一个组成部分。中國宫廷的椽子彩画多用绿色作底色，再衬藍色。

## 椽头彩画
椽头彩画分方椽头、圆椽头两类。不论是方椽头、圆椽头，一律刷大青、大绿底，彩画图案则以红金箔或黄金箔贴金。

### 方椽头彩画
方椽头彩画规格最高，常见的有：
- 金色卍字（表示万岁），
- 金蝙蝠表示“福”
- 金卍字和金蝙蝠（表示“万福”）
- 金色寿字
- 四瓣花
- 梅花
- 奎龙，福字[3]

### 圆椽头彩画
圆椽头彩画常见的有：
- 金色寿字
- 宝珠：「滴水宝珠」或「龙眼宝珠」，蓝、绿、白、红各色圈层层相套，以圆顶为公切点。
- 蝙蝠
- 四瓣花、六瓣花。
- 转枝莲
- 宝祥华[4]
- 银硃荷花[1]
- 银硃柿子花[5]

## 東亞各國
朝鮮的彩画受中国影响，但椽頭彩畫没有中国宫廷椽子彩画的万福或滴水宝珠，多繪上花朵圖案。
日本古代建筑的椽子，自成一格，椽子、椽頭多用橙红色，或椽子橙红色，椽頭浅绿色。

## 照片集錦

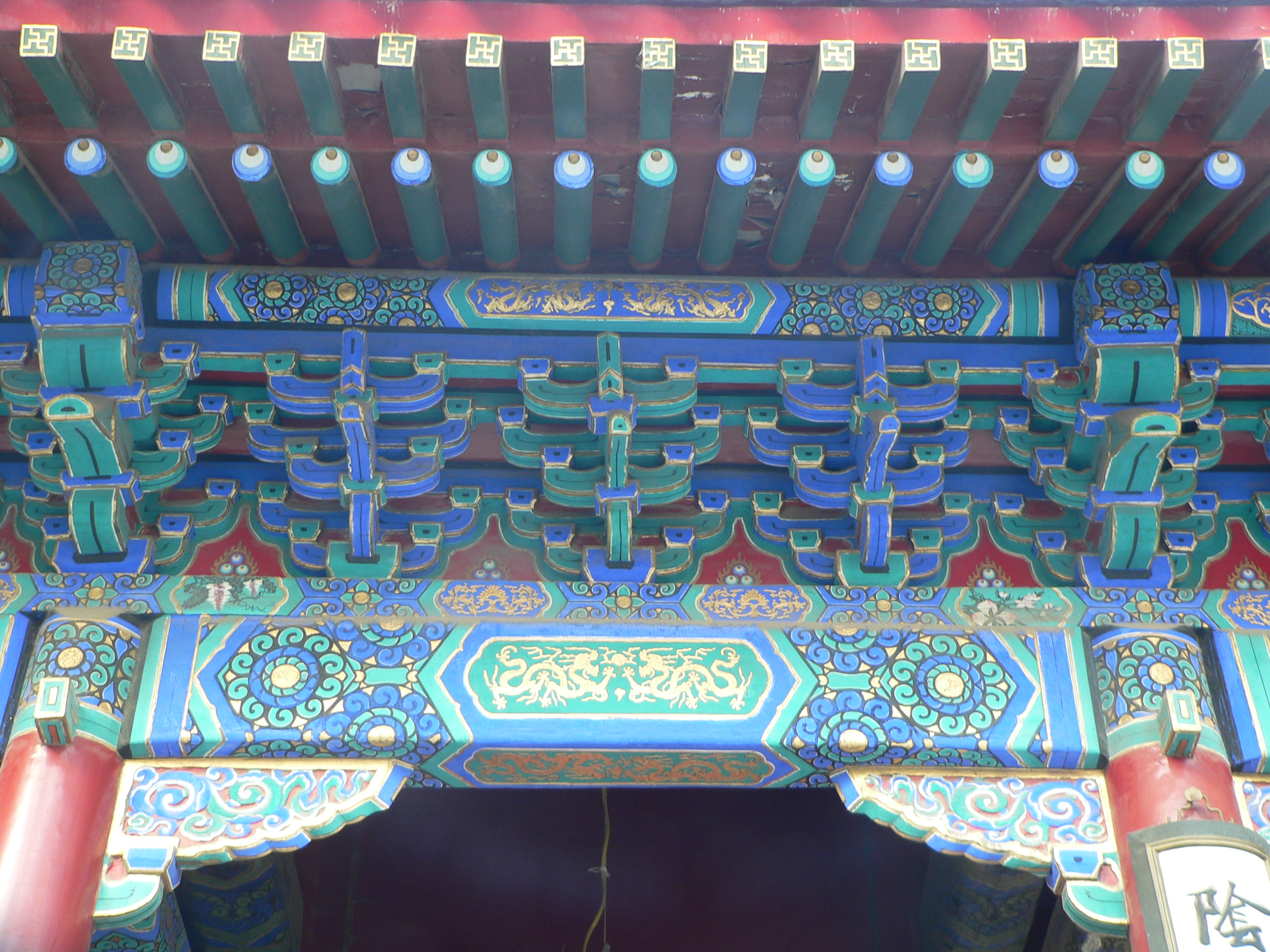
北京东岳庙大殿上的金万字和滴水宝珠
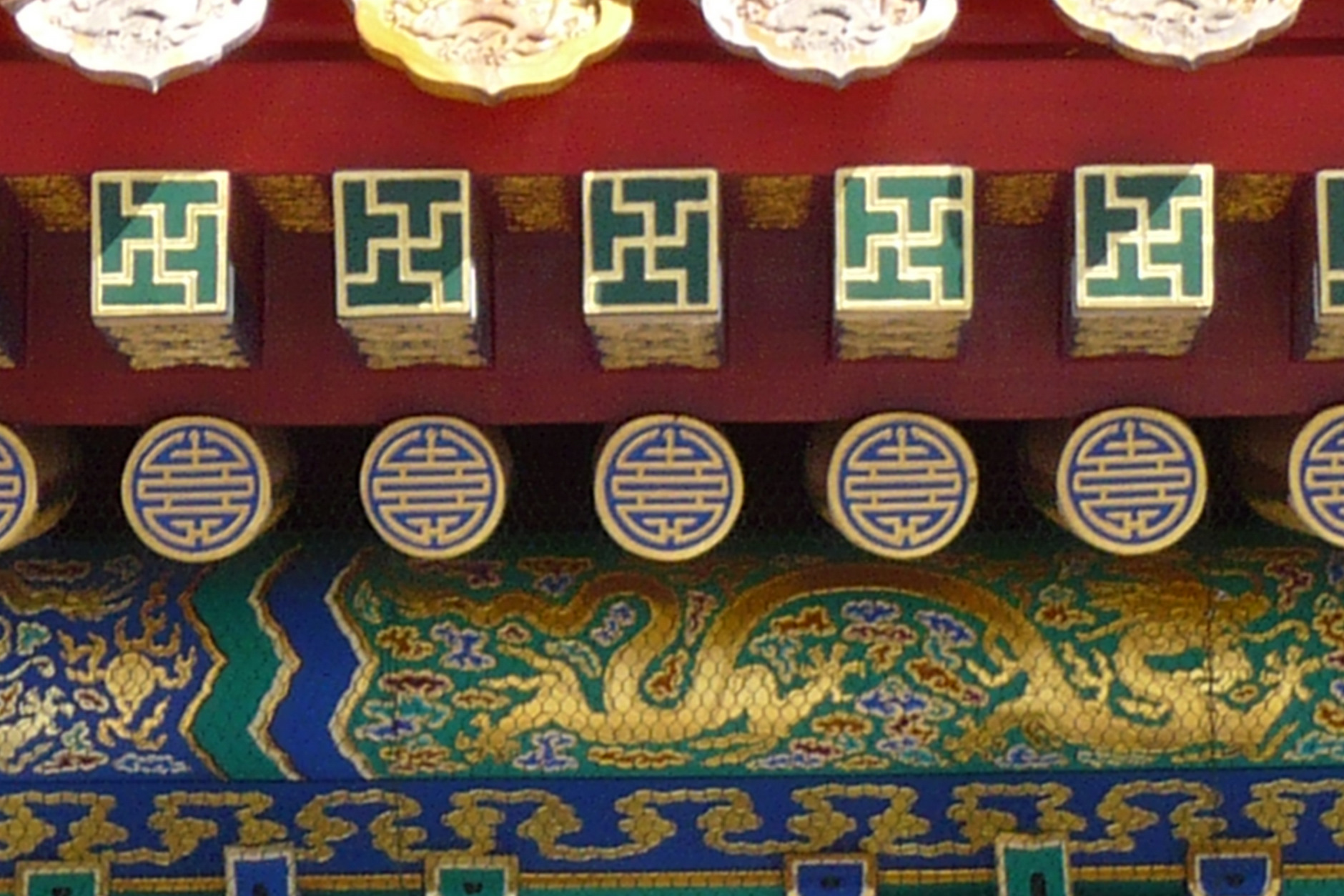
故宫乾清门椽子万寿彩画
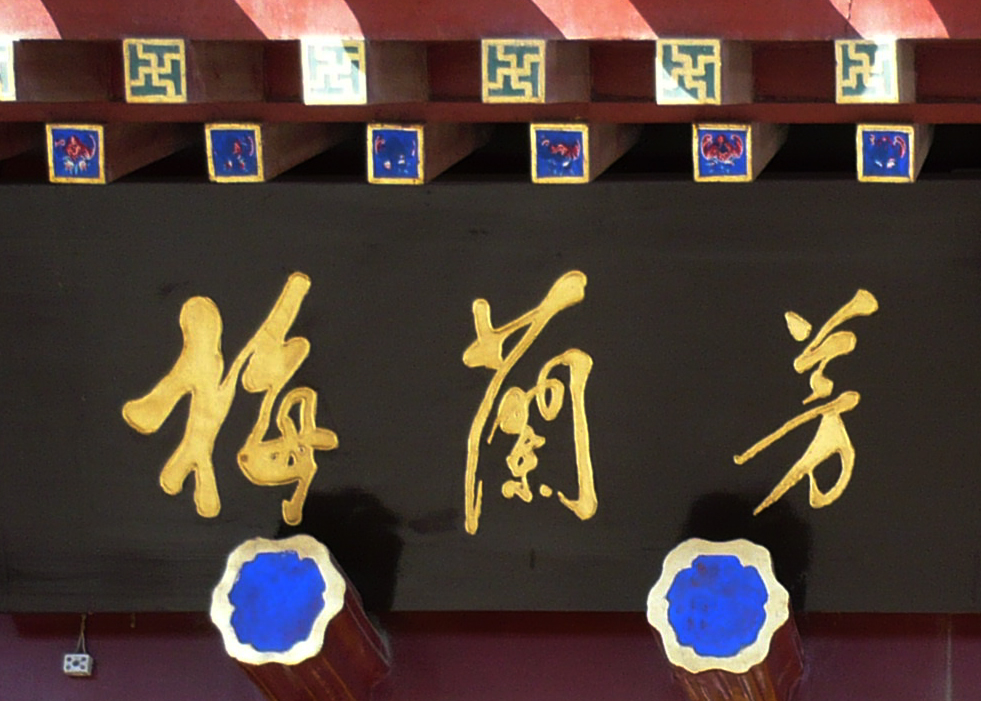
北京梅兰芳纪念馆椽子万福彩画
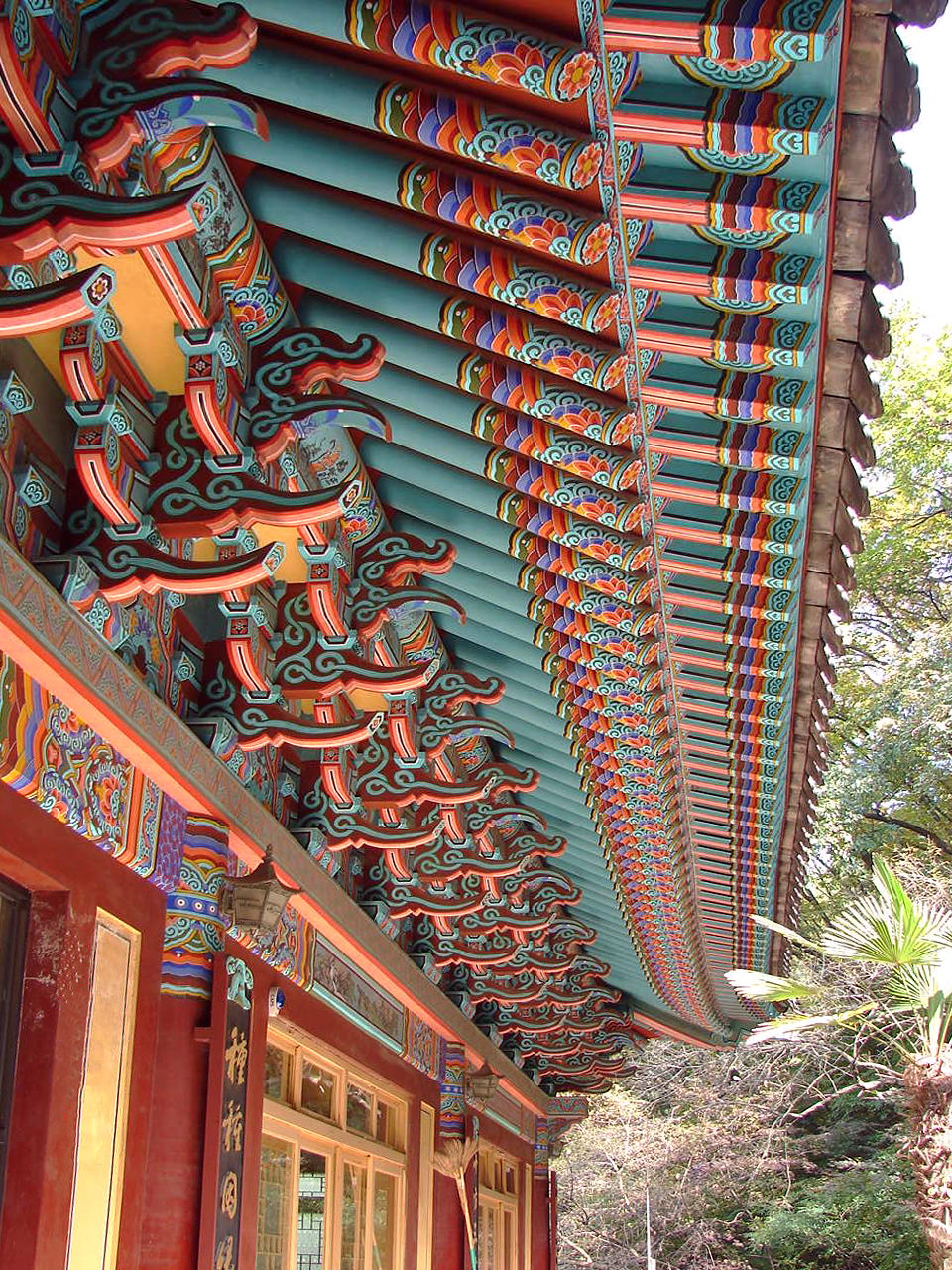
韓國救仁寺的椽子彩畫花朵圖案
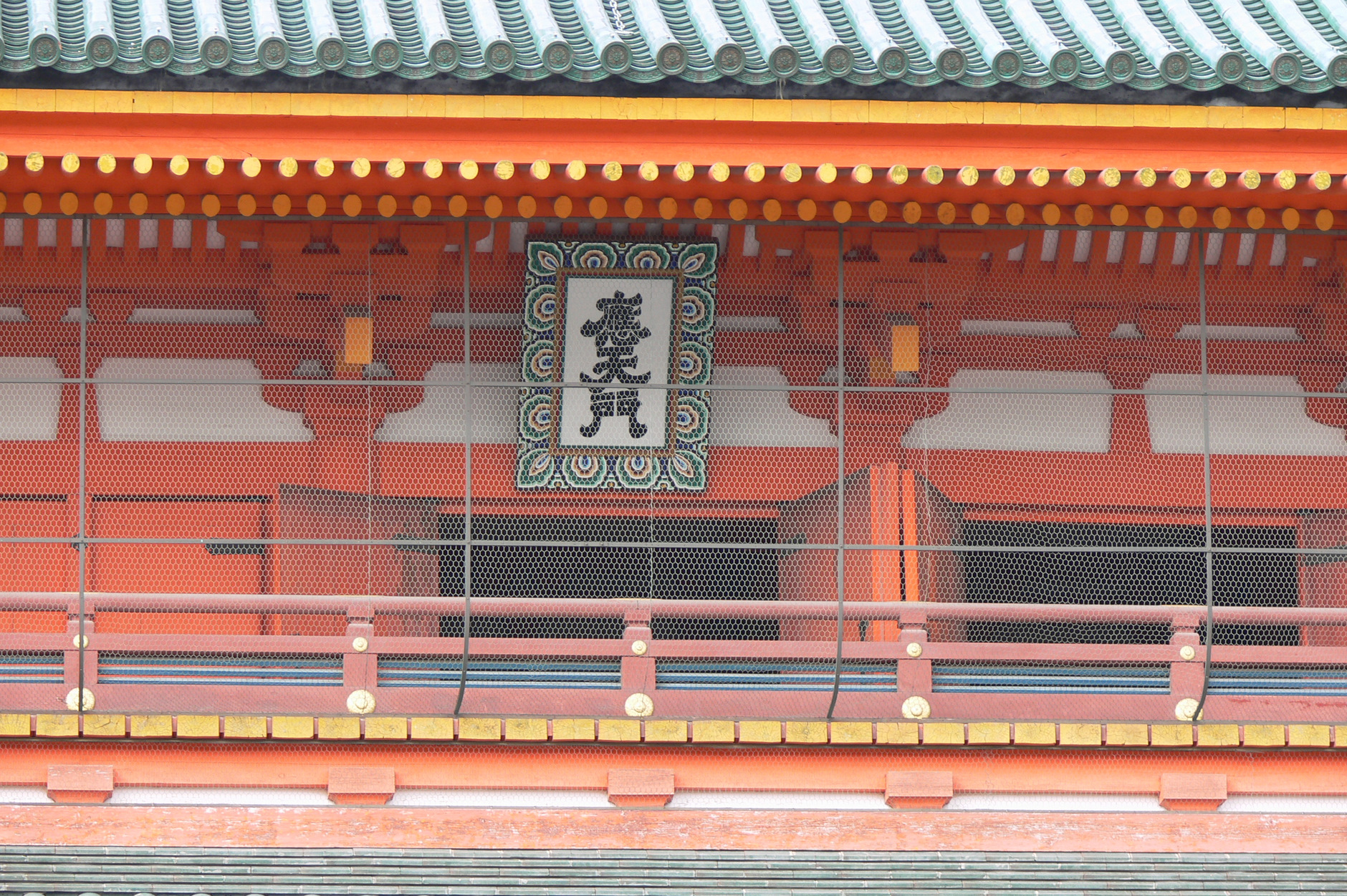
日本京都平安神宫应天门椽子彩色

### 腳註
1. 1 2  王世襄主编  《清代匠作则例·内庭万寿山圆明园三处彙同画作现行则例》  二   428页
2. ↑  日本伊东忠太:《中国古建筑装饰》杨熹微刘云俊翻译 中国工业出版社1017-1022页ISBN7-112-08388-5
3. ↑  王世襄编 《清代匠作则例·内庭万寿山圆明园三处彙同画作现行则例》 卷二 428页
4. ↑  王世襄主编  《清代匠作则例·内庭万寿山圆明园三处彙同画作现行则例》  二   428-429页
5. ↑  王世襄主编  《清代匠作则例·内庭万寿山圆明园三处彙同画作现行则例》  二   429页

### 其他
- 梁思成《梁思成全集》卷六 第六章《彩色》54页